# Muela de San Juan
Muela de San Juan är en ås i Spanien. Den ligger i den centrala delen av landet, 170 km öster om huvudstaden Madrid.